# Прапор Тростянця (Коломийський район)
Прапор Тростянця — офіційний символ села Тростянець, Коломийського району Івано-Франківської області, затверджений 27 січня 2023 р. рішенням сесії Заболотівської селищної ради.
Автори — А. Гречило та В. Косован.

## Опис
Квадратне полотнище, на якому горизонтальна смуга з верхнього краю та вертикальна посередині (завширшки в ¼ сторони прапора) утворюють червону літеру «Т», на верхній смузі три білі квітки черешні з жовтими осердями, два бічні поля — зелені.

## Значення символів
Літера «Т» вказує на назву поселення. Квітки черешні та зелені поля підкреслюють щедрість місцевих черешневих садів.